# خلیج کرونی

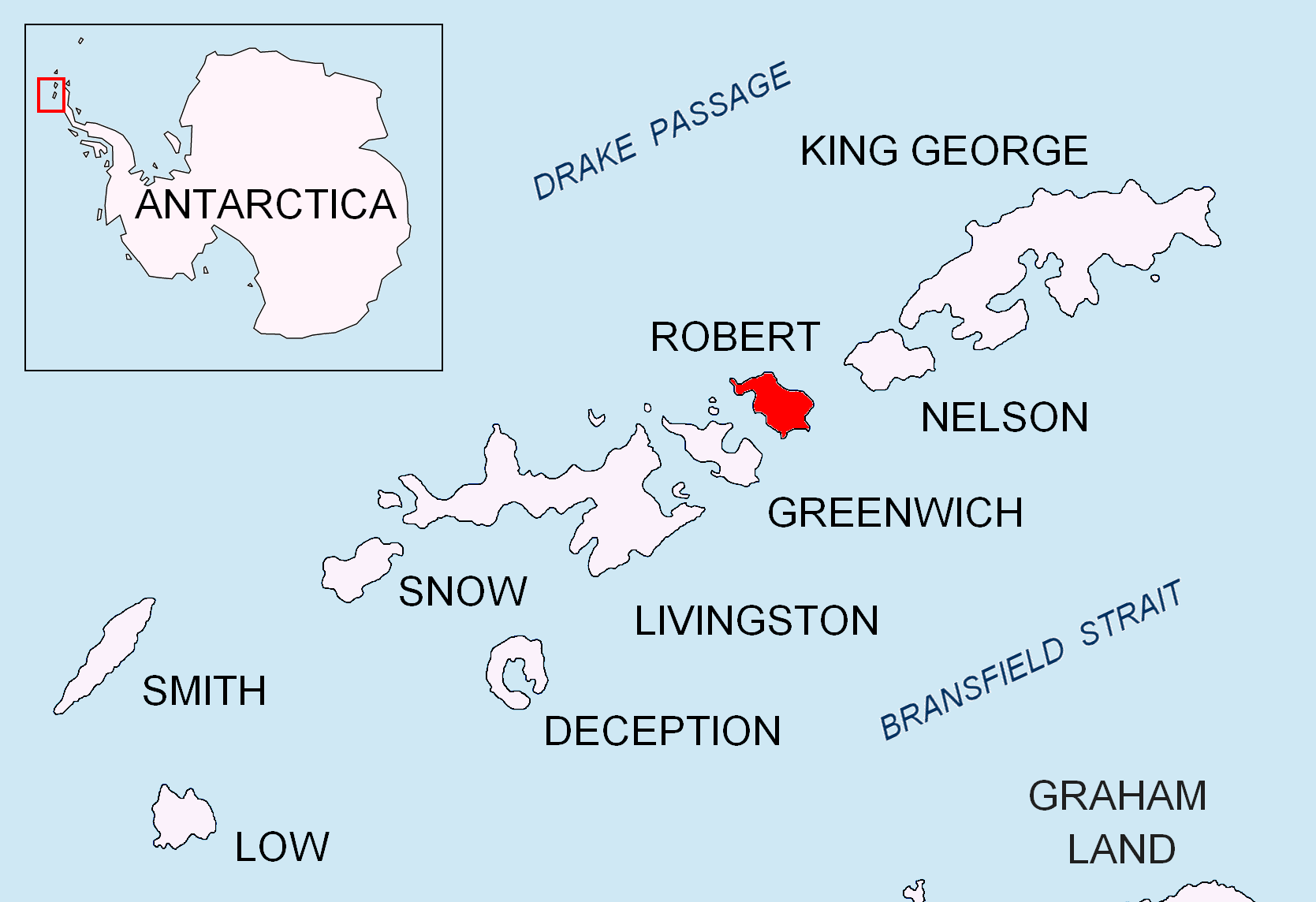
محل جزیره رابرت در جزایر شتلند جنوبی.

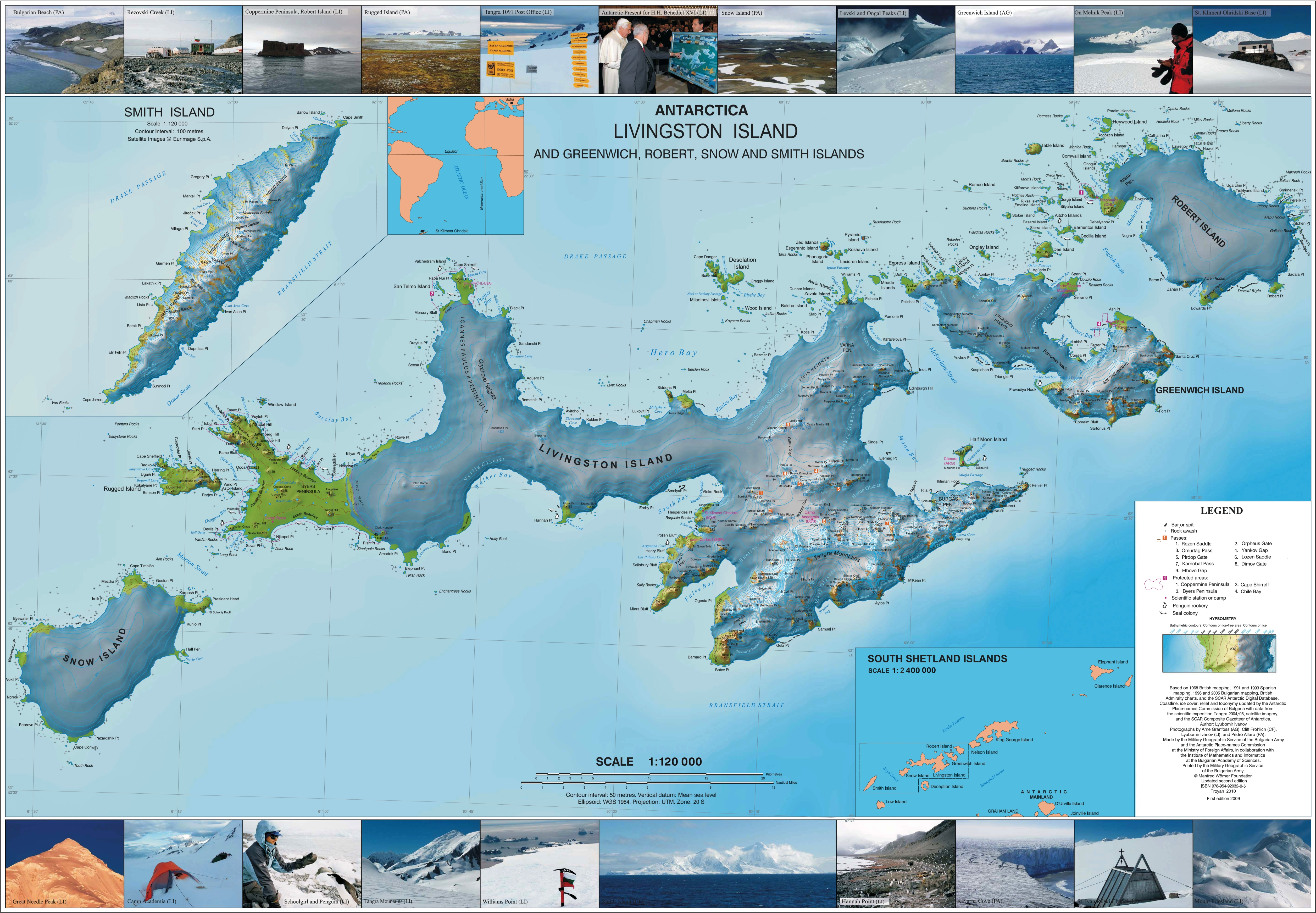
نقشه توپوگرافی جزیره لیوینگستون، گرینویچ، رابرت، برف و اسمیت.

خلیج کرونی (به انگلیسی: Kruni Cove) با مساحت ۹۰۰ متر در فاصله ۱٬۱۵ کیلومتری ساحل شرقی جزیره رابرت در جزایر شتلند جنوبی، قطب جنوب قرار دارد.
علت این نام گذاری آن شهر باستانی ترویج در شمال شرقی بلغارستان است.

## موقعیت
محل خلیج کرونی در ۶۲°۲۳′۳۴″ جنوبی ۵۹°۲۱′۲۰″ غربی / ۶۲٫۳۹۲۷۸°جنوبی ۵۹٫۳۵۵۵۶°غربی. مطابق نقشه سال ۲۰۰۹ بلغاری قرار دارد

## نقشه‌ها
- لوان ایوانف. قطب جنوب: جزیره لیوینگستون و جزایر گرینویچ، رابرت، برف و اسمیت. مقیاس ۱: ۱۲۰۰۰۰ نقشه توپوگرافی. تروان: بنیاد منفرد و ورنر، ۲۰۰۹. شابک ‎۹۷۸−۹۵۴−۹۲۰۳۲−۶−۴
- پایگاه داده دیجیتال جنوبگان (ADD). مقیاس ۱: ۲۵۰۰۰۰ نقشه توپوگرافی قطب جنوب. کمیته علمی تحقیقات قطب جنوب (SCAR). از سال ۱۹۹۳، به‌طور مرتب ارتقا داده شده و به روز رسانی شده‌است.